# 维勒瑞夫-保罗·瓦扬-库蒂里耶站

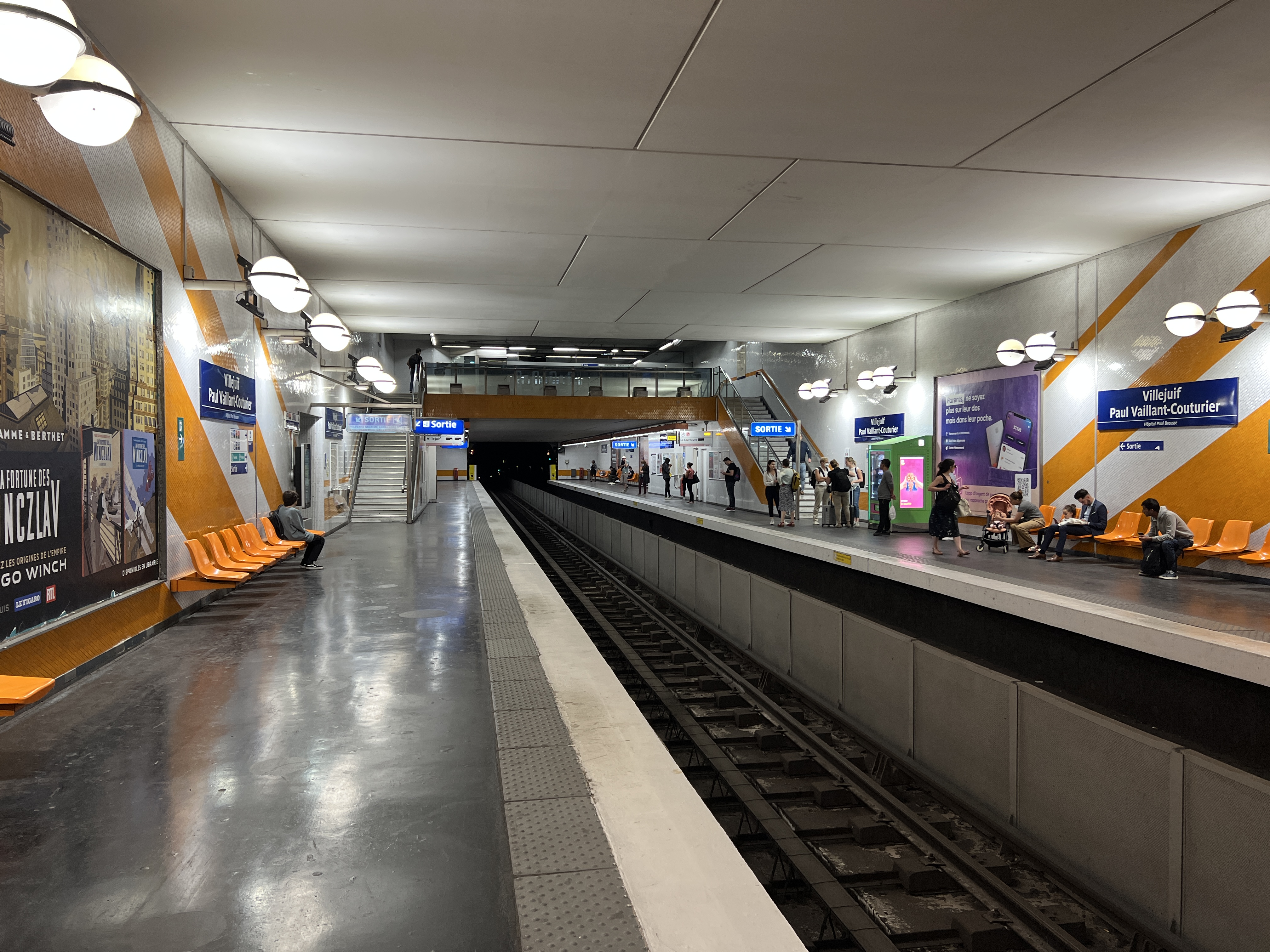
月台（2022年7月）

维勒瑞夫-保罗·瓦扬-库蒂里耶站（法語：Villejuif – Paul Vaillant-Couturier），副站名“保罗·布鲁斯医院”（法語：Hôpital Paul Brousse），是巴黎地鐵的一個車站，位於维勒瑞夫。维勒瑞夫-保罗·瓦扬-库蒂里耶站是巴黎地鐵7號線的車站，開業於1985年2月28日巴黎地鐵7號線延長時。車站名稱來自於保罗·瓦扬-库蒂里耶大街，其取自記者、政治家保罗·瓦扬-库蒂里耶。

## 車站結構
| 街道      |                    |                                                     |
| B1        | 連接層             |                                                     |
| 7號線月台 | 側式月台，右側開門 | 側式月台，右側開門                                  |
| 7號線月台 | 南行               | 往维勒瑞夫-路易·阿拉贡（總站）                      |
| 7號線月台 | 北行               | 往拉库尔讷沃-1945年5月8日（维勒瑞夫-莱奥·拉格朗日） |
| 7號線月台 | 側式月台，右側開門 |                                                     |